# Зембинский сельсовет

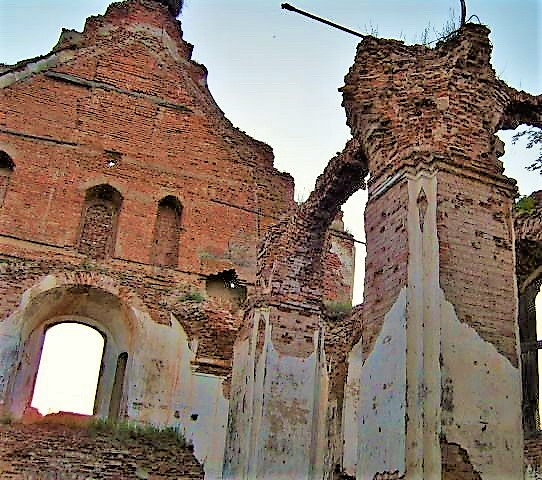
Костёл Вознесения Пресвятой Девы Марии в Зембине, 1809-го года постройки

Зембинский сельсовет — административная единица на территории Борисовского района Минской области Белоруссии. Административный центр — агрогородок Зембин.

## История
18 декабря 2009 года населённые пункты упразднённого Корсаковичского сельсовета - Боровляны, Корсаковичи, Лисино, Лисинская Рудня, Попережье, Селец, Скуплино включены в состав Зембинского сельсовета.

## Состав
Зембинский сельсовет включает 19 населённых пунктов:
- Боровляны — деревня
- Вал — деревня
- Жерствянка — деревня
- Зембин — агрогородок
- Каменка — деревня
- Кимия — деревня
- Корсаковичи — деревня
- Лавники — деревня
- Лисино — деревня
- Лисинская Рудня — деревня
- Любча — деревня
- Поляны — деревня
- Попережье — деревня
- Селец — деревня
- Скуплино — деревня
- Смолина — деревня
- Чмели — деревня
- Шерстни — деревня
- Яново — деревня

## Исчезнувшие населенные пункты
Андровники, Бакавичи, Городки, Городки 2-е, Жуковичи, Журавка, Загорное, Зосино, Коммуна, Кишкурны, Липники, Лошево, Любосей, Марковщина, Михайлово, совхоз «Серпухово», Холмщина, Шарабурище, Штоники.